# Patrick Marleau
Pour les articles homonymes, voir Marleau.
Patrick Denis Marleau (né le 15 septembre 1979 à Swift Current dans la province de la Saskatchewan, Canada) est un joueur professionnel canadien de hockey sur glace. Il évolue au poste d'ailier gauche. Il passe la majorité de sa carrière au sein des Sharks de San José, détenant un grand nombre de records de la franchise. Le 19 avril 2021, il décroche le record officiel du nombre de parties jouées dans la LNH, dépassant le record de 1 767 matchs détenu par Gordie Howe.
Il représente le Canada lors de compétitions internationales entre 1999 et 2014, remportant la médaille d'or lors des championnats du monde de 2003 puis de 2005 ainsi que lors des Jeux olympiques d'hiver de 2010 et de Jeux olympiques d'hiver de 2014.

## Biographie

### Son enfance et ses années juniors

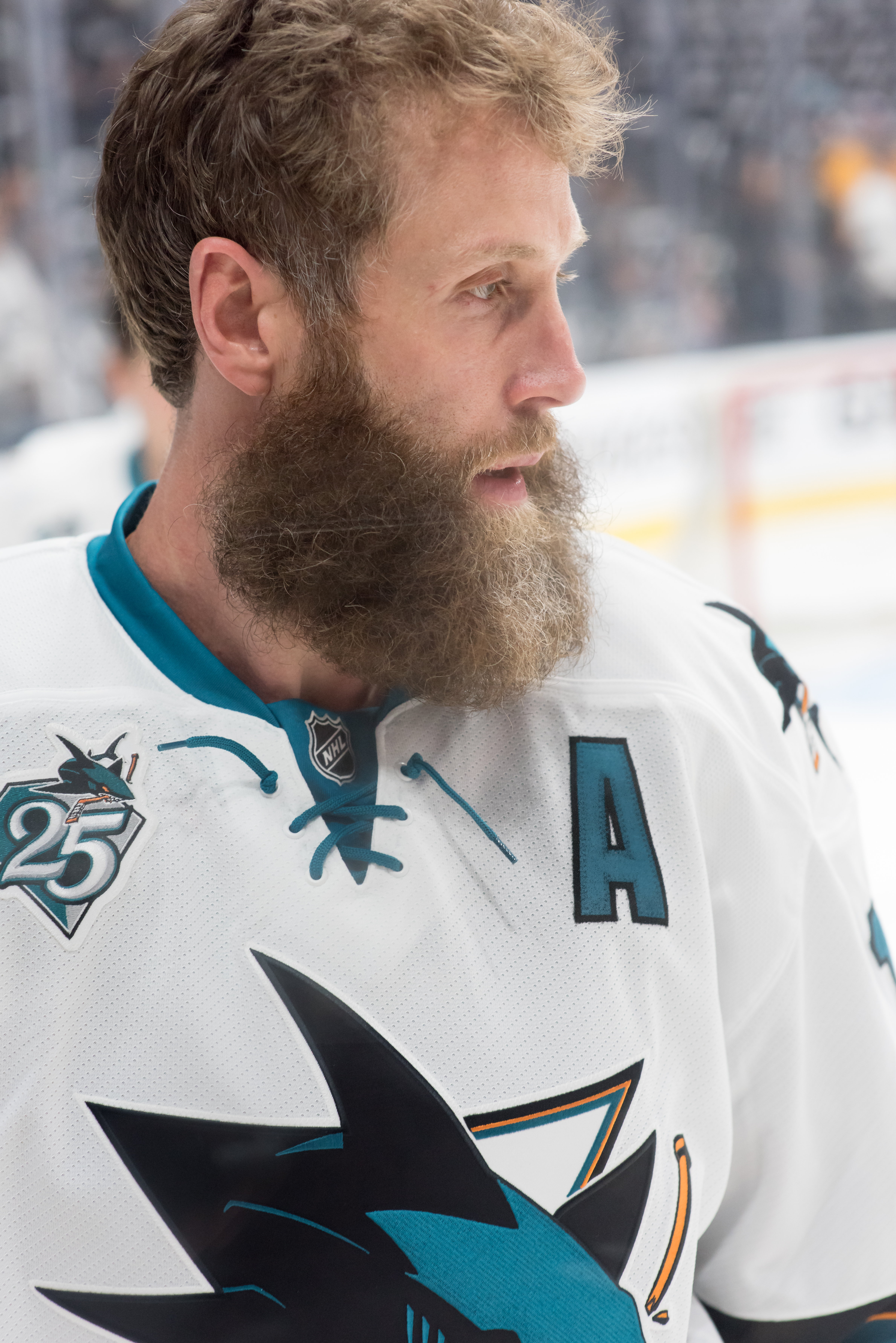
Joe Thornton, premier choix du repêchage d'entrée dans la LNH 1997 devant Marleau.

Patrick Denis Marleau est né le 15 septembre 1979 à Swift Current et grandit à 70 kilomètres de là, dans le petit village d'Aneroid près de Ponteix. Il est le fils de Denis et Jeanette Marleau et le cadet de Richard et Denise. Fan de hockey depuis l'âge de 4 ans, il grandit en étant fan des Penguins de Pittsburgh et de Mario Lemieux. Il commence à patiner en faisant du patinage artistique avec sa sœur Denise puis débute le hockey sur glace vers l'âge de 7 ans, en étant entraîné par son père.
En 1993-1994, il joue avec les Légionnaires de Swift Current dans la ligue midget de la Saskatchewan avant de participer au repêchage bantam de la Ligue de hockey de l'Ouest de 1994. Il est sélectionné sixième au total par les Thunderbirds de Seattle. Il reste une saison supplémentaire avec les Légionnaires avant de participer au camp d'entraînement des Thunderbirds au cours de l'été 1995. Il impressionne alors les dirigeants de l'équipe par ses capacités physiques.
Dès sa première saison avec l'équipe de Seattle, le jeune Marleau, alors âgé de 15 ans, est le meilleur pointeur de son équipe avec 74 réalisations en n'ayant manqué aucune rencontre de la saison. Son équipe se classe cinquième de la division Ouest et est éliminée au premier tour des séries éliminatoires par les Blazers de Kamloops. Marleau, nommé capitaine de son équipe, continue sur sa lancée lors de la saison suivante en ne manquant qu'un seul match et en finissant une nouvelle fois meilleur pointeur de son équipe ; avec 125 points, il est le troisième meilleur pointeur de la ligue, alors qu'il est le troisième joueur le plus jeune du circuit. Son équipe termine la saison deuxième de sa division et rencontrent une nouvelle fois au premier tour les Blazers de Kamloops. Cette fois, la série tourne à l'avantage de Marleau et de ses coéquipiers qui l'emportant 4 matchs à 1. Les Thunderbirds sont exemptés du deuxième tour des séries et remportent les demi-finales contre les Cougars de Prince George 4 victoires à 2. La finale 1997 de la Ligue de hockey de l'Ouest se joue entre les Thunderbirds de Seattle et les Hurricanes de Lethbridge, ces derniers l'emportant 4 matchs à 0. Marleau inscrit 23 points de plus au cours de ces séries,. Au cours de la saison, il participe au match des étoiles de la LHOu dans l'équipe de la conférence de l'Ouest,.
Marleau participe au repêchage d'entrée dans la Ligue nationale de hockey de 1997 qui se tient à Pittsburgh. Il est alors le plus jeune joueur du repêchage. Pour ce repêchage, un tirage au sort est organisé entre les dix équipes ne participant aux séries éliminatoires de la Coupe Stanley pour savoir laquelle d'entre elles choisira en premier. Les Bruins de Boston inaugurent le repêchage et leur choix se porte sur Joe Thornton puis les Sharks de San José repêchent en deuxième position le jeune Marleau.

### Ses premières années aux Sharks (1997-2003)

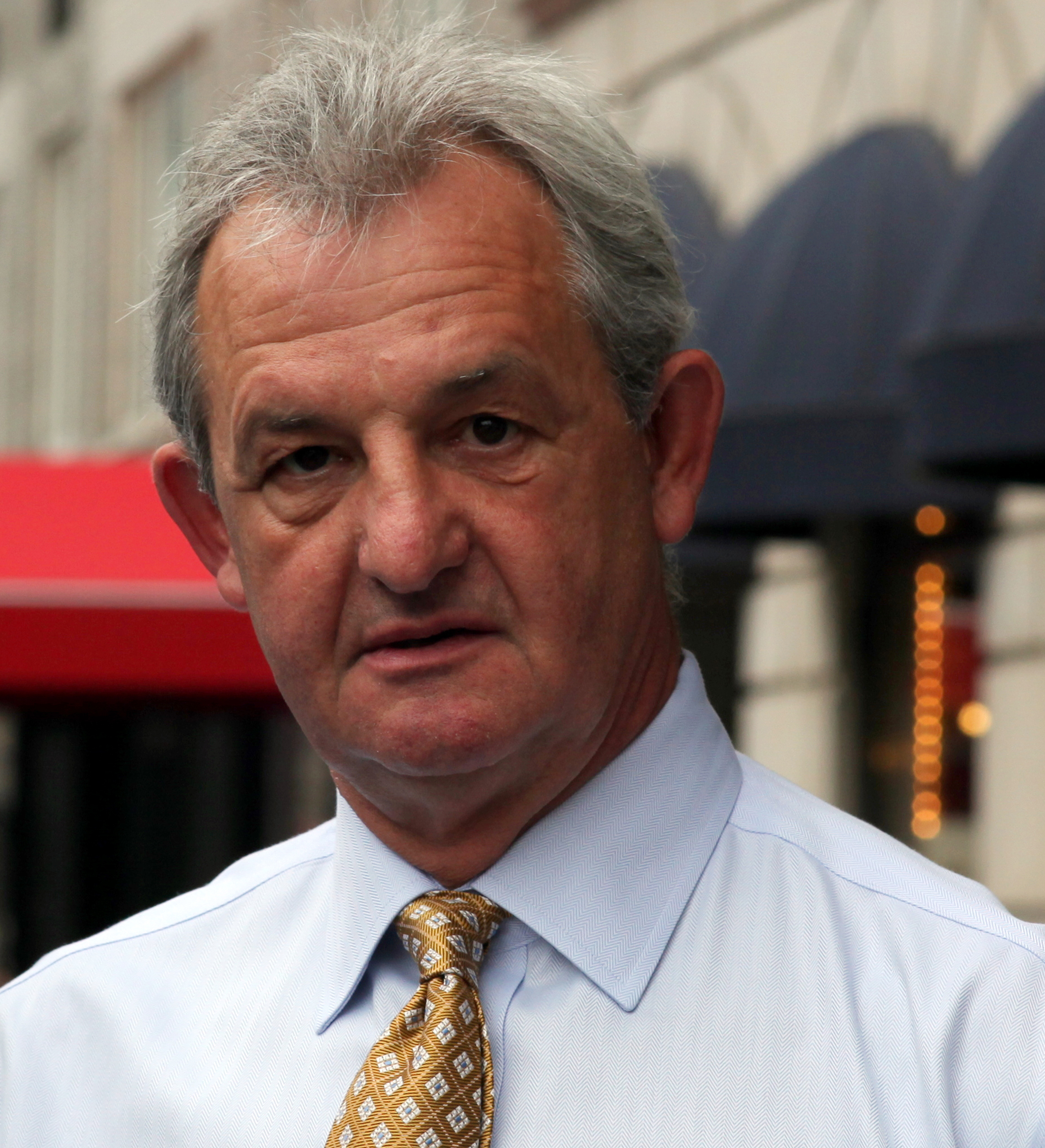
Darryl Sutter, entraîneur des Sharks entre 1997 et 2003.

Alors que les dirigeants des Thunderbirds pensaient lors du repêchage de 1994 que Marleau, du fait de son jeune âge, allait rester au sein de leur organisation pour 4 à 5 saisons, il rejoint l'effectif des Sharks : trop jeune pour jouer dans la Ligue américaine de hockey, il surclasse les autres joueurs de la LHOu. Marleau participe ainsi à son premier match dans la LNH le 1er octobre 1997 contre les Oilers d'Edmonton 16 jours après avoir fêté son 18e anniversaire : il est alors le plus jeune joueur de la LNH. Marleau inscrit son premier point sur une assistance le 11 octobre contre les Bruins de Boston pour un but de Viktor Kozlov puis compte son premier but contre Nikolaï Khabibouline des Coyotes de Phoenix le 19 du même mois. Il devient le deuxième joueur le plus jeune de l'histoire de la LNH à inscrire un but depuis la fin de la Seconde Guerre mondiale, le premier étant Grant Mulvey 23 ans plus tôt,. Emmenés par leur nouvel entraîneur, Darryl Sutter, les Sharks terminent la saison à la quatrième place de la division Pacifique, dernière équipe qualifiée pour les séries éliminatoires de la Coupe Stanley 1998 pour l'Association de l'Ouest. Ils sont éliminés au premier tour 4 matchs à 2 par les Stars de Dallas, Marleau comptant une assistance sur ses cinq matchs joués. Septièmes de la saison suivante pour l'Association de l'Ouest, les Sharks sont une nouvelle fois éliminés au premier tour des séries, cette fois par l'Avalanche du Colorado. La saison n'est pas pour autant terminée pour Marleau et pour son coéquipier, Jeff Friesen, qui rejoignent l'équipe du Canada qui participe au championnat du monde. Marleau inscrit son premier but sous le maillot du Canada le 13 mai 1999 mais ceci n'empêche pas son équipe de perdre contre la Tchéquie aux tirs au but. Le Canada finit quatrième de la compétition après une défaite lors de la petite finale 3 à 2 contre la Suède.
Une nouvelle fois huitièmes de la saison en 1999-2000, les Sharks sont opposés aux Blues de Saint-Louis, meilleure équipe du circuit sur la saison régulière au premier tour des séries éliminatoires de 2000. À la surprise générale, ce sont les Sharks qui s'imposent à l'issue de ce premier tour mais ils perdent au tour suivant, une nouvelle fois contre les Stars. Avec 52 points en 81 rencontres jouées en 2000-2001, Marleau est le deuxième meilleur pointeur de son équipe derrière Teemu Selänne mais les Sharks sont une nouvelle fois éliminés au premier tour des séries, cette fois par les Blues. Comme deux saisons plus tôt, Marleau est appelé pour représenter le Canada lors du mondial de 2001. Après trois victoires lors du premier tour, et deux points pour Marleau, les Canadiens ne parviennent pas à enchaîner lors de la deuxième phase où ils connaissent une victoire, un nul et une défaite. Le Canada retrouve les États-Unis en quart-de-finale du championnat du monde et, malgré un premier but inscrit par Marleau à la fin du premier tiers-temps, ce sont les Américains qui s'imposent en prolongation 4 à 3,.
Dans la LNH, l'équipe de San José est d'année en année plus forte et elle se classe première de la division Pacifique pour la première fois de son histoire à l'issue de la saison 2001-2002 avec des records d'équipes pour le plus grand nombre de victoires, 44, et de points, 99. Marleau et ses coéquipiers sont, malgré cette bonne saison, éliminés au deuxième tour des séries de 2002.
Le 19 octobre 2002, au cours d'un match contre l'Avalanche du Colorado, Marleau participe à son 400e match dans la LNH ; âgé de 23 ans et 34 jours, il devient le plus jeune joueur de l'histoire de la LNH à dépasser cette barre symbolique détenue depuis 1986 par Bobby Carpenter. D'un point de vue collectif, la saison 2002-2003 de la LNH des Sharks n'est pas une réussite, l'équipe manquant pour la première fois en six saisons les séries éliminatoires avec seulement 28 victoires. Au cours de la saison, Sutter est licencié puis le capitaine de l'équipe, Owen Nolan, quitte les Sharks pour rejoindre les Maple Leafs de Toronto et plusieurs joueurs, dont Marleau, assument le rôle de capitaine pour la fin de la saison 2002-2003 et pour une partie de la saison suivante,. Marleau rejoint le Canada pour le championnat du monde 2003 joué en Finlande. Une fois encore, le Canada mené par Andy Murray derrière le banc récolte trois victoires lors du premier tour 3-0, 6-1 et 3-1. Le premier match du deuxième tour du Canada est disputé contre le Danemark et les deux équipes se neutralisent deux buts partout. La suite est plus favorable pour les Canadiens avec deux victoires contre la Suisse puis la Russie. Premiers de leur groupe, ils sont opposés en quart-de-finale à l'équipe d'Allemagne, quart-de-finale qui, sur la papier, semble plus facile pour le Canada mais il faut attendre la prolongation pour voir leur victoire 3 à 2. Marleau et le Canada retrouvent en demi-finale la Tchéquie menée par Tomáš Vokoun dans les buts ou encore Martin Straka en attaque. Le Canada s'impose sur le score de 8 à 4 avec deux mentions d'assistance pour le joueur de San José. Pour la première fois depuis 1997, le Canada atteint la finale des championnats du monde ; opposés à la Suède, il faut attendre les prolongations pour voir les joueurs canadiens gagner la médaille d'or grâce à une victoire 3-2. D'un point de vue individuel, Marleau participe aux 9 rencontres de son équipe pour 4 points, tous sur des passes décisives.

### Suite de sa carrière
À la fin de cette saison 2003-2004, Marleau compte 57 points, le même total que la saison passée mais il est alors le meilleur pointeur de son équipe qui se classe à la première place de la division Pacifique. Avec 104 points, l'équipe connait sa meilleure saison régulière jusque là et termine deuxième de l'Association de l'Ouest derrière les Red Wings de Détroit. Lors des séries éliminatoires, les Sharks éliminent les Blues de Saint-Louis en cinq rencontres puis l'Avalanche du Colorado en six rencontres pour atteindre pour la première fois de leur histoire les finales d'Association. Marleau et ses coéquipiers s'inclinent au bout de six rencontres contre les Flames de Calgary. La saison 2004-2005 de la LNH est annulée en raison d'un lock-out non résolu et en novembre 2005, de retour au jeu depuis presque deux mois, les Sharks échangent plusieurs de leurs joueurs contre le premier choix du repêchage de 1997 devant Marleau : Joe Thornton. Avec 125 points inscrits, ce dernier est le meilleur pointeur des Sharks, devant Jonathan Cheechoo et Marleau qui, bien que troisième pointeur de son équipe, connaît sa meilleure saison avec 86 points. Cinquièmes de l'Association de l'Ouest, les joueurs de San José s'inclinent au deuxième tour des séries contre les Oilers d'Edmonton, futurs finalistes de la Coupe Stanley, ceci malgré les 14 points inscrits par Marleau en onze rencontres. Au cours de cette saison 2004-2005, Marleau dépasse la barre symbolique des 400 points en carrière.

### Grandes dates de sa carrière
La saison 2005-2006 de la LNH est tout autant prolifique et l'arrivée de Thornton à ses côtés ne le motive que bien plus : juste après le transfert, Marleau réalise quatre matchs consécutifs avec 3 points. Pour les Jeux Olympiques de 2006 à Turin, il fait partie de la première sélection de préparation mais n'est finalement pas sélectionné.
Le 19 mars 2006, il inscrit deux buts à la défense de l'Avalanche du Colorado et marque ainsi le 400e point de sa carrière. Il est alors nommé pour le Trophée Lady Byng mais Pavel Datsiouk des Red Wings de Détroit remporte le titre. L
En janvier 2013, Marleau devient le premier joueur depuis 1917-1918 (Cy Denneny) à compter 2 buts dans chacun de ses 4 premiers matchs de la saison.
Le 21 novembre 2015, Marleau récolte son 1000e point en carrière. En février 2017, il marque son 500e but
Le 2 juillet 2017, il signe un contrat de 3 ans et 6,25 millions $ par année avec les Maple Leafs de Toronto en tant qu'agent libre.
Le 22 juin 2019, il est échangé aux Hurricanes de la Caroline avec un choix conditionnel de 1er tour en 2020 et un choix de 7e tour en 2020 en retour d'un choix de 6e tour en 2020. Le 27 juin, les Hurricanes rachètent la dernière année de son contrat. Il devient joueur autonome sans compensation. En 2019, il revient jouer pour les Sharks avec lesquels il signe un contrat d'un an.
Le 24 février 2020, il rejoint les Penguins de Pittsburgh contre un choix conditionnel de 3e tour en 2021 pour la fin de la saison. L'équipe est éliminée lors de la phase de qualification pour les séries éliminatoires de la Coupe Stanley 2020 et Marleau retourne jouer pour les Sharks au début de la saison suivante.
Le 19 avril 2021, il bat Gordie Howe pour le nombre de matchs joués dans la LNH.
Le 10 mai 2022, après avoir disputé 23 saisons dans la LNH, il annonce sa retraite.

## Statistiques

### En club
| Saison     | Équipe                            | Ligue      |       | Saison régulière | Saison régulière | Saison régulière | Saison régulière | Saison régulière |    | Séries éliminatoires | Séries éliminatoires | Séries éliminatoires | Séries éliminatoires | Séries éliminatoires |
| Saison     | Équipe                            | Ligue      | PJ    | B                | A                | Pts              | Pun              | PJ               | B  | A                    | Pts                  | Pun                  |                      |                      |
| 1993-1994  | Légionnaires de Swift Current U18 | U18 AAA    | 53    | 72               | 95               | 167              | -                | -                | -  | -                    | -                    | -                    |                      |                      |
| 1994-1995  | Légionnaires de Swift Current U18 | SMAAAHL    | 31    | 30               | 22               | 52               | 18               | -                | -  | -                    | -                    | -                    |                      |                      |
| 1995-1996  | Thunderbirds de Seattle           | LHOu       | 72    | 32               | 42               | 74               | 22               | 5                | 3  | 4                    | 7                    | 4                    |                      |                      |
| 1996-1997  | Thunderbirds de Seattle           | LHOu       | 71    | 51               | 74               | 125              | 37               | 15               | 7  | 16                   | 23                   | 12                   |                      |                      |
| 1997-1998  | Sharks de San José                | LNH        | 74    | 13               | 19               | 32               | 14               | 5                | 0  | 1                    | 1                    | 0                    |                      |                      |
| 1998-1999  | Sharks de San José                | LNH        | 81    | 21               | 24               | 45               | 24               | 6                | 2  | 1                    | 3                    | 4                    |                      |                      |
| 1999-2000  | Sharks de San José                | LNH        | 81    | 17               | 23               | 40               | 36               | 5                | 1  | 1                    | 2                    | 2                    |                      |                      |
| 2000-2001  | Sharks de San José                | LNH        | 81    | 25               | 27               | 52               | 22               | 6                | 2  | 0                    | 2                    | 4                    |                      |                      |
| 2001-2002  | Sharks de San José                | LNH        | 79    | 21               | 23               | 44               | 40               | 12               | 6  | 5                    | 11                   | 6                    |                      |                      |
| 2002-2003  | Sharks de San José                | LNH        | 82    | 28               | 29               | 57               | 33               | -                | -  | -                    | -                    | -                    |                      |                      |
| 2003-2004  | Sharks de San José                | LNH        | 80    | 28               | 29               | 57               | 24               | 17               | 8  | 4                    | 12                   | 6                    |                      |                      |
| 2005-2006  | Sharks de San José                | LNH        | 82    | 34               | 52               | 86               | 26               | 11               | 9  | 5                    | 14                   | 8                    |                      |                      |
| 2006-2007  | Sharks de San José                | LNH        | 77    | 32               | 46               | 78               | 33               | 11               | 3  | 3                    | 6                    | 2                    |                      |                      |
| 2007-2008  | Sharks de San José                | LNH        | 78    | 19               | 29               | 48               | 33               | 13               | 4  | 4                    | 8                    | 2                    |                      |                      |
| 2008-2009  | Sharks de San José                | LNH        | 76    | 38               | 33               | 71               | 18               | 6                | 2  | 1                    | 3                    | 8                    |                      |                      |
| 2009-2010  | Sharks de San José                | LNH        | 82    | 44               | 39               | 83               | 22               | 13               | 8  | 5                    | 13                   | 8                    |                      |                      |
| 2010-2011  | Sharks de San José                | LNH        | 82    | 37               | 36               | 73               | 16               | 18               | 7  | 6                    | 13                   | 9                    |                      |                      |
| 2011-2012  | Sharks de San José                | LNH        | 82    | 30               | 34               | 64               | 26               | 5                | 0  | 0                    | 0                    | 4                    |                      |                      |
| 2012-2013  | Sharks de San José                | LNH        | 48    | 17               | 14               | 31               | 24               | 11               | 5  | 3                    | 8                    | 2                    |                      |                      |
| 2013-2014  | Sharks de San José                | LNH        | 82    | 33               | 37               | 70               | 18               | 7                | 3  | 4                    | 7                    | 2                    |                      |                      |
| 2014-2015  | Sharks de San José                | LNH        | 82    | 19               | 38               | 57               | 12               | -                | -  | -                    | -                    | -                    |                      |                      |
| 2015-2016  | Sharks de San José                | LNH        | 82    | 25               | 23               | 48               | 10               | 24               | 5  | 8                    | 13                   | 8                    |                      |                      |
| 2016-2017  | Sharks de San José                | LNH        | 82    | 27               | 19               | 46               | 28               | 6                | 3  | 1                    | 4                    | 0                    |                      |                      |
| 2017-2018  | Maple Leafs de Toronto            | LNH        | 82    | 27               | 20               | 47               | 16               | 7                | 4  | 1                    | 5                    | 4                    |                      |                      |
| 2018-2019  | Maple Leafs de Toronto            | LNH        | 82    | 16               | 21               | 37               | 28               | 7                | 0  | 2                    | 2                    | 2                    |                      |                      |
| 2019-2020  | Sharks de San José                | LNH        | 58    | 10               | 10               | 20               | 12               | -                | -  | -                    | -                    | -                    |                      |                      |
| 2019-2020  | Penguins de Pittsburgh            | LNH        | 8     | 1                | 1                | 2                | 2                | 4                | 0  | 0                    | 0                    | 0                    |                      |                      |
| 2020-2021  | Sharks de San José                | LNH        | 56    | 4                | 5                | 9                | 10               | -                | -  | -                    | -                    | -                    |                      |                      |
| Totaux LNH | Totaux LNH                        | Totaux LNH | 1 779 | 566              | 631              | 1 197            | 527              | 195              | 72 | 55                   | 127                  | 81                   |                      |                      |

### En équipe nationale
| Année | Compétition          |   | PJ | B | A | Pts | Pun               |  | Résultat |
| 1999  | Championnat du monde | 7 | 1  | 2 | 3 | 0   | 4e place          |  |          |
| 2001  | Championnat du monde | 7 | 2  | 3 | 5 | 4   | 5e place          |  |          |
| 2003  | Championnat du monde | 9 | 0  | 4 | 4 | 4   | Médaille d'or     |  |          |
| 2005  | Championnat du monde | 9 | 2  | 2 | 4 | 4   | Médaille d'argent |  |          |
| 2010  | Jeux olympiques      | 7 | 2  | 3 | 5 | 0   | Médaille d'or     |  |          |
| 2014  | Jeux olympiques      | 6 | 0  | 4 | 4 | 2   | Médaille d'or     |  |          |

## Trophées et honneurs
- Première équipe ouest des étoiles de la Ligue de hockey de l'Ouest (1997)
- Participe au 54e et 55e Match des étoiles de la LNH